# Antoine-Émile Plassan

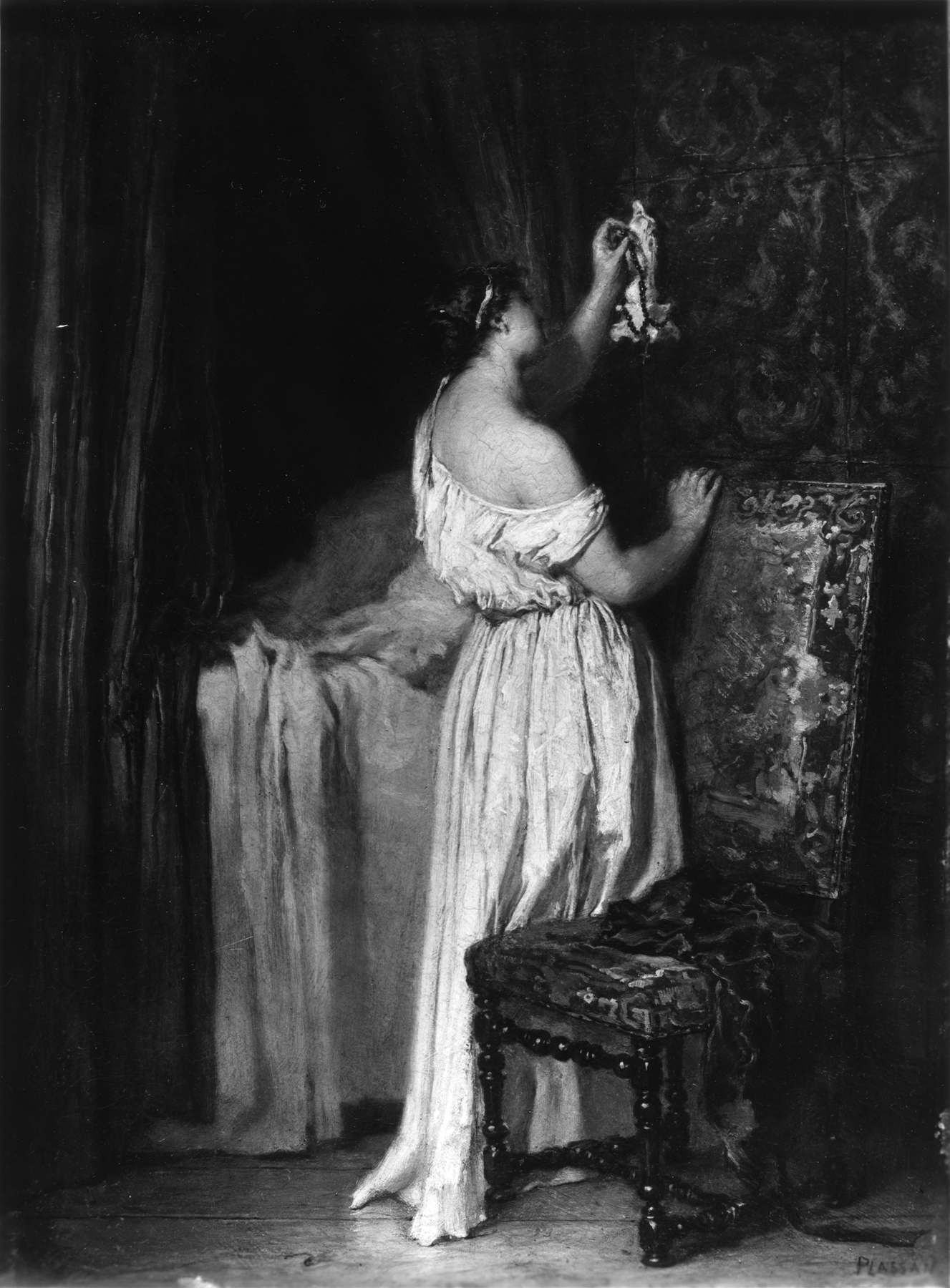
Devotion (Contemplation), 1863, Walters Art Museum

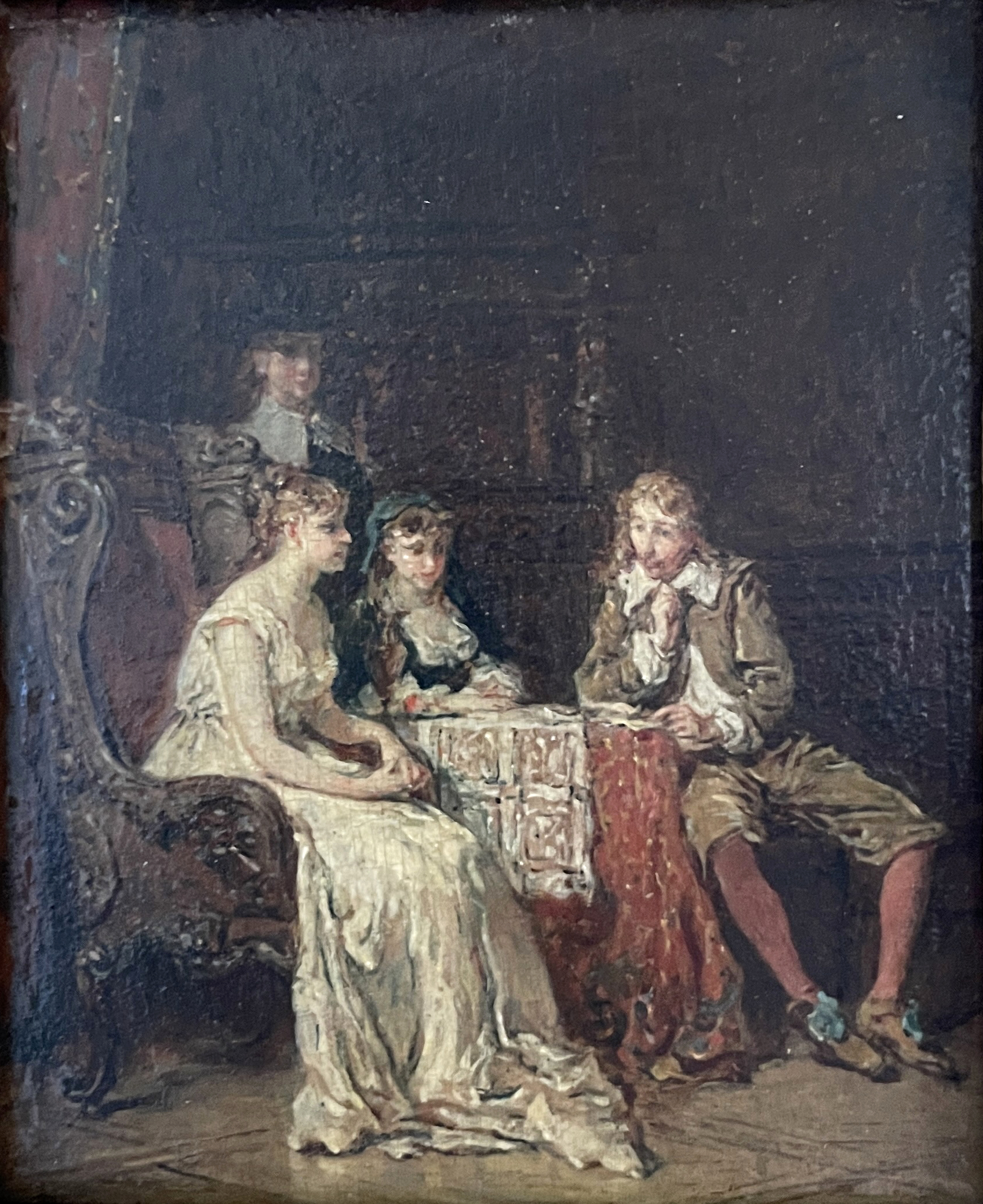
Le Lettre, ca. 1860

Antoine-Émile Plassan (* 29. September 1817 in Bordeaux; † 2. Februar 1903 in Paris) war ein französischer Maler.

## Leben
Antoine-Émile Plassan war ein Schüler von Ernest Meissonier und betätigte sich als Genre-, Porträt-, Landschafts- und Stilllebenmaler. Er stellte ab 1846 im Pariser Salon aus und wurde dort für seine Arbeiten 1852, 1857 und 1859 ausgezeichnet. Bilder von Plassan finden sich in Museen von Bordeaux, Montreal und Reims.

## Werke
- La Famille heureuse, um 1840–1900, Musée national des beaux-arts du Québec[1]
- Le Retour de la nourrisse, 1857
- L’Indiscrète, 1857
- Le Lever, 1857
- Jeune Femme essayant un collier de perles, 1857
- Chocolat du matin (Link)
- Le Bateau lavoir (Link)
- Le Clain sous Poitiers
- La Toilette, 1890
- Paysage en bord de fleuve
- Jeune Élégante dans son intérieur avec un lévrier
- Le Déjeuner des enfants, Musée des Beaux-Arts de Bordeaux (Link)
- La Porte Saint-Jacques à Parthenay
- Paysage aux Peupliers
- Femme dans un intérieur, 1872
- Le Quai du Bas-Meudon, Musée Magnin, Dijon (Link)
- Le Village au bord de l’eau, Musée Magnin, Dijon (Link)
- L’arrangement des rameaux, 1878

## Auszeichnung
- 1859 – Ritterorden der Französischen Ehrenlegion